# NGC 1164
NGC 1164 este o intermediate spiral galaxy⁠(d) situată în constelația Perseu. A fost descoperită în 18 septembrie 1828 de către John Herschel. Se află la o distanță de 57,02 de megaparseci de Pământ.